# Örvendezzünk, jertek
Az Örvendezzünk, jertek egy egyházi ének. Dallama Szelepcsényi Cantus Catholici-jéből való, szövegét Sík Sándor írta.

## Kotta és dallam
Örvendezzünk, jertek, áhítatos lelkek,

Istenünk oltárához!

Nyissuk ki a lelkünk, vidám dalra keljünk,

mi Urunk mireánk vár.

## Felvételek
- Örvendezzünk jertek - énekversenyhez. gloria.tv (Hozzáférés: 2017. február 12.) (audió)
- SzVU 257 Örvendezzünk jertek. YouTube. Párkány (2010. július 24.)  (Hozzáférés: 2017. február 12.) (videó)
- Örvendezzünk jertek. Bálint Tamás  YouTube (2009. október 23.)  (Hozzáférés: 2017. február 12.) (videó)
- SzVU! 257 Örvendezzünk jertek! YouTube (Hozzáférés: 2017. február 12.) (videó) szintetizátor